# 萊克麥克唐納 (蒙大拿州)
萊克麥克唐納（英語：Lake McDonald）是位於美國蒙大拿州弗拉特黑德縣的非建制地區。

## 歷史
萊克麥克唐納的郵局於1913年設立，1944年關閉後又於1946年重啟，最終於1966年停運。

## 地理
萊克麥克唐納所處的海拔為高於海平面983米（即3225英呎），而該地所採用的時區為UTC-6，即北美山地時區（MST）。同時該地設有夏令時間，為UTC-7調快一小時，即UTC-6（MDT）。